# Espoir FC Zinder
Espoir FC és un club de futbol que té la seva base a Zinder. El seu estadi és l'Estadi de Zinder.

## Palmarès
- Lliga nigerina de futbol:[2]

1984
- Copa nigerina de futbol:[3]

1984, 1985